# 김정호 (1982년)
김정호(한국 한자: 金廷澔, 1982년 5월 6일 ~ )는 대한민국의 전 축구 선수이며, 포지션은 미드필더였다.